# La preghiera del partigiano
La preghiera del partigiano è un canto della resistenza di autore ignoto, sull'aria del canto friulano Ai preà le biele stele e le sant del Paradis. La canzone è nota anche con titoli diversi: Sulle cime nevose e Rimpianto di mamma.